# Jurij Žirkov
Jurij Valentinovič Žirkov (Tambov, 20. kolovoza 1983.) bivši je ruski nogometni branič.
Rođen je u Tambovu u siromašnoj radničkoj obitelji: otac mu je bio radnim u tvornici, a majka poštarka. Kako je obitelj živjela u neimaštini, Jurij je često preskakao treninge kako bi pomagao u poljodjelskim radovima.
Zahvaljujući treneru Valeriju Šarapovu, koji mu je omogućio obrazovanje u područnoj športskoj školi te prošavši kroz sve mlađe dobne uzraste zaigrao i za seniorsku momčad Spartaka iz rodnog Tambova za koji je u 74 utakmice zabio 26 pogodaka.
Nakon dvije sezone odlazi u moskovski CSKA za koji prvi nastup ostvaruje u završnici Ruskog superkupa protiv gradskog rivala Spartaka te zabija i svoj prvijenac za CSKA. Nedugo nakon toga nastupio je i u susretu Lige prvaka.
S CSKA je osvojio Kup UEFA-e, a njegov zgoditak u utakmici završnice preokrenuo je utakmicu jer je njime doveo momčad u vodstvo, kasnije i u pobjedu i osvajanje naslova. Igrao je svih šest susreta skupne faze Lige prvaka 2006./07. te je njegov pogodak Hamburger SV-u UEFA izabrala za najljepši pogodak sezone.
Osim Kupa UEFA-e, s CSKA je osvojio dva ruska prvenstva, četiri ruska kupa i četiri superkupa.
U ljeto 2009. potpisuje za Chelsea za 18 milijuna funti, čime je postao najplaćeniji ruski nogometaš svih vremena. Bio je jedan od najboljih Chelseijinih igrača u Ligi prvaka, poznat po spašavanju izgubljenih lopti i iznuđivanju prekida. Zanimljivo da je jedini pogodak za Chelseju zabio moskovskom Spartaku, baš kao i u dresu CSKA. Još u prvoj sezoni s Umirovljenicima je osvojio dvostruku krunu, Premiership i FA kup.
Između 2011. i 2013. igrao je za Anži iz Mahačkale te upisao 46 odigranih utakmica. U posljednjoj utakmici za Anži, u završnici ruskog kupa, nije uspio zabiti jedanaesterac pri raspucavanju za pobjednika te je naslov otišao u redove njegove bivše momčadi CSKA.
Odigrao je i jednu sezonu za moskovski Dinamo. Između 54 odigrane utakmice za momčad najvažnija je bila ona u susretu skupine Europske lige protiv PSV-a u kojoj je zabio jedini pogodak na utakmici donijevši pobjedu Dinamu.
Za nacionalnu momčad debitirao je u veljači 2005. u prijateljskoj utakmici protiv Italije u Cagliariju.
Bio je "motor" ruske momčadi na Europskom prvenstvu 2008. na kojem je Rusija dogurala do poluzavršnice. Zahvaljujući dobroj igri uvršten je u najbolju momčad prvenstva, a te je godine bio i predložen za Zlatnu loptu te proglašen najboljim ruskim nogometašem godine. Četiri godine kasnije, također je igrao Euru u Poljskoj i Ukrajini nastupivši u sve tri utakmice skupine.
Prvi pogodak za Rusiju zabio je u posljednjoj pripremnoj utakmici prije Svjetske smotre u Brazilu protiv Maroka u svom 61. nastupu za momčad. U Brazilu je odigrao jednu utakmicu, neriješeni susret protiv Južne Koreje.
Igrao je i jednu utakmicu na Kupu konfederacija održanom u ljeto 2017. u domovini. Sljedeće godine nastupio je i na Mundijalu, također na domaćem terenu, na kojem je Rusija neočekivano došla do četvrtzavršnice. Nakon prvenstva je najavio odlazak iz nacionalne momčadi poslije 13 godina igranja i 87 utakmica.
Ima sestru i dva brata. Oženjen je ruskim modelom Innom s kojom ima sina Dimitrija.